# Zwartruggraszanger
De zwartruggraszanger (Cisticola galactotes) is een zangvogel uit de familie Cisticolidae. 

## Verspreiding en leefgebied
Deze soort komt voor in zuidoostelijk Afrika en telt twee ondersoorten:
- C. g. isodactylus: zuidelijk Malawi, zuidoostelijk Zimbabwe en westelijk Mozambique.
- C. g. galactotes: zuidelijk Mozambique en oostelijk Zuid-Afrika.

## Status
De grootte van de populatie is niet gekwantificeerd maar de soort wordt omschreven als plaatselijk algemeen. Op de Rode lijst van de IUCN heeft deze soort de status niet bedreigd.